# Нерв (фільм, 2016)
«Нерв» (англ. Nerve) — американський молодіжний трилер, знятий режисерами Генрі Джустом та Еріелем Шульманом. Сценаристом виступила Джессіка Шарзер. Екранізація однойменного роману Джинні Раян.
Прем'єра в США відбулася 27 липня 2016 року, в Україні — 15 вересня цього ж року.

## Сюжет
Випускниця школи Венера «Ві» Дельмоніко отримує листа від Каліфорнійського інституту мистецтв, який нагадує про те, що її приймають туди, але їй потрібно цього ж дня вирішити — навчатиметься вона там чи ні. Ві прагне вступити до коледжу і залишити свій будинок в Стейтен-Айленд, але вона боїться розповісти своїй матері про те, що її прийняли. Її матір думає, що Ві вступить до місцевого коледжу, який вони можуть собі дозволити, і що вона щодня повертатиметься до неї додому. Її матір все ще не оговталась після недавньої смерті її сина, брата Ві.
Тим часом подруга Ві, Сідні, набирає популярність у онлайн-грі «Нерв», у якій люди реєструються або як гравці, або як глядачі, які платять гроші за те, щоб спостерігати за гравцями. Гравці отримують завдання від глядачів, за успішне виконання яких вони отримують гроші. Чим небезпечніше завдання, тим більше грошей за нього отримує гравець. Ві ця гра не цікава. Сідні та інші друзі Ві кажуть їй про те, що вона занадто скута. Коли Ві відмовляється заговорити з хлопцем на ім'я Джей Пі, в якого вона таємно закохана, за неї це робить Сідні і прилюдно розповідає йому про закоханість Ві. Джей Пі не цікавлять її почуття, і принижена Ві йде геть.
У люті Ві реєструється в «Нерві» як гравець. Гра збирає всі її персональні дані, зокрема інформацію з банку, і пояснює три правила: виконання всіх завдань повинно бути зняте на телефон; гравець втрачає всі гроші, якщо він провалює завдання або відмовляється від нього; гравець не повинен повідомляти про гру до правоохоронних органів. Двоє гравців, які набрали найвищу популярність, братимуть участь у фінальному раунді.
Ві отримує своє перше завдання — їй потрібно 5 секунд цілувати незнайомця в забігайлівці. Ві помічає Єна, який читає її улюблену книгу «На маяк» Вірджинії Вулф, і цілує його. Виявляється, що Єн теж грає у «Нерв». Глядачам подобається їхня пара, і вони дають йому завдання відвезти її до центру міста. Ві відправляється з Єном, а її друг Томмі таємно за ними стежить.
Ві та Єн виконують все більш ризиковані завдання. Її друзі помічають, що вона з'явилася у грі, і що її популярність зростає з неймовірною швидкістю. Сідні починає їм заздрити, оскільки Ві та Єну поступово вдається вийти на вершину популярності у грі. Сідні хоче довести, що вона крутіша за Ві, і погоджується на наступне завдання — пройти по драбині, покладеній на великій висоті між двома десятиповерховими будівлями. Виконуючи завдання, Сідні упускає телефон, відмовляється від виконання завдання і вибуває з гри.
Ві приїжджає на вечірку, де була Сідні, і застає її в ліжку з Джей Пі. У підсумку дівчата сваряться. Ві отримує завдання пройти по драбині, де не змогла пройти Сідні, і успішно його виконує. Потім Томмі показує Ві, що це було завдання Єна — посварити їх із Сідні. Ві вирішує, що це зайшло занадто далеко. Вона хоче вийти з гри і повідомляє першим-ліпшим поліцейським про цю надзвичайно небезпечну гру. Однак поліція нічого не робить, а потім списуються всі гроші з банківського рахунку Ві. Потім її знаходить гравець на ім'я Тай. Він відключає Ві кулаком, щоб вона не могла скласти йому конкуренцію у фіналі.
Коли Ві приходить до тями, Єн зізнається їй, що він і Тай раніше вже грали у «Нерв». Внаслідок цього його друг Роббі впав з будівельного крана, виконуючи завдання, і розбився на смерть. Єн і Тай повідомили про гру владі, після чого втратили свої гроші і свої особистості, а також стали бранцями гри. Полонені не можуть відмовитися від виконання завдань і можуть врятувати себе, лише вигравши у фіналі. Єн вирішує зробити так, щоб вони з Ві вийшли до фіналу, у якому він дасть їй виграти, щоб вона змогла залишити гру.
Ві зустрічається з Томмі і Сідні, мириться з ними і придумує план, як покінчити з грою іншим способом. Томмі звертається по допомогу до своєї подруги Азхар, щоб та допомогла переписати вихідний код гри. Ві та Єн зустрічаються на арені, де проходить фінал. Їх оточують глядачі, на яких одягнуті маски. Їм обом дістається завдання вистрілити один в одного з пістолета. Єн наполягає на тому, щоб Ві вистрілила в нього, але вона відмовляється. Тут з'являється Тай і каже, що вистрілити в Єна може він. Ві висловлює глядачам, що вони боягузи і ховаються за масками та ніками, в той час як на їх очах може статися реальне вбивство. Вона закриває Єна своїм тілом, і серед глядачів проводять голосування — вбивати або помилувати. Більшість голосує за вбивство, і Тай стріляє.
Завдяки Томмі і Азхар, на екранах у глядачів з'являються їхні реальні імена і повідомлення про те, що вони стали співучасниками вбивства. Після цього повідомлення вони залишають гру. Тисячі глядачів виходять з гри, поки Єн оплакує Ві. Потім Єн наводить пістолет на Тая, але Ві оживає і зупиняє його. Вона розповідає, що вона і Тай діяли спільно і розіграли цю сцену, використовуючи штучну кров і холості кулі.
Єн розповідає Ві, що його справжнє ім'я Сем, і називає цей день днем їх першого побачення. Ві вирішує вступити до Каліфорнійського інституту мистецтв і повідомляє про це матері. Друзям Ві вдається повернути гроші на її банківський рахунок, тоді як Ві та Сем вирішують продовжити свої стосунки.

## У ролях
| Актор                | Роль                   |
| -------------------- | ---------------------- |
| Емма Робертс         | Венера «Ві» Дельмоніко |
| Дейв Франко          | Сем «Єн»               |
| Джульєтт Льюїс       | Ненсі                  |
| Емілі Мід            | Сідні                  |
| Майлз Гейзер         | Томмі                  |
| Кіміко Гленн         | Лів                    |
| Саміра Вайлі         | Азхар                  |
| Ед Сквайр            | Чак                    |
| Брайан Марк          | J. P.                  |
| Марк Джон Джеффріс   | Вес                    |
| Кольсон Бейкер (MGK) | Тай                    |
| Кейсі Нейстат        | камео                  |

## Виробництво
В лютому 2014 року стало відомо, що Генрі Джуст і Еріель Шульман стали режисерами фільму за сценарієм Джесіки Шарзер, заснованому на романі Джинні Раян. У січні 2015 року стало відомо, що Емма Робертс і Дейв Франко виконають головні ролі у фільмі. У квітні 2015 року оголосили, що Кіміко Гленн і Колсон Бейкер (MGK) приєдналися до акторського складу.

### Зйомки
Основні зйомки розпочалися 13 квітня 2015 року в Нью-Йорку. Зйомки закінчилися 5 червня 2015 року.

## Цікаві факти
- Кіміко Гленн і Саміра Вайлі разом знімалися у серіалі «Помаранчевий — хіт сезону».
- На початку фільму Ві переглядає новини на своєму комп'ютері. Праворуч внизу на сторінці новин можна помітити статтю про Джеймса Франко, брата Дейва Франко, який виконав у фільмі роль Єна.
- Це перший великий проект з великим бюджетом, у якому знявся Машин Ган Келлі.
- Емма Робертс і Дейв Франко раніше знімалися у кліпі гурту Cults на пісню «Go Outside».
- Емма Робертс раніше знімалася у фільмі «Крик 4», де також був персонаж на ім'я Сідні. Крім того, там також використовувалась миттєва слава як повчальний приклад. У фільмі «Крик 4» Емма Робертс грала разом з дружиною Дейва Франко — Елісон Брі.
- Емма Робертс та Емілі Мід раніше разом знімалися у фільмі «Дванадцять».
- У сцені, коли Ві опиняється всередині контейнера, на підлозі перед нею стоїть iMac першого покоління. На стінах контейнера видно написи «СЛАВА УКРАЇНІ» і «ПУТИН ХУЙЛО».
- У фільмі в епізодичній ролі знявся відомий відеоблогер Кейсі Найстет.
- За словами режисерів фільму, було задумано ще одне дуже сексуальне завдання, але його вирішили не знімати, оскільки воно було похмурим і дивним, і через це фільм міг би отримати більш суворе вікове обмеження.
- У цьому фільмі є сцена з Дейвом Франко на каруселі. Аналогічна сцена присутня і у фільмі «Ілюзія обману».

## Помилки у фільмі
- Коли Ві йде по драбині між будинками, вона тримає свій телефон у правій руці, яку відводить убік. Але ракурс із камери телефону чомусь направлений вниз на її ноги.
- Коли герої проїжджають мостом, в одному з кадрів над ними з'являється близько десяти імен, позначаючи присутніх поряд глядачів. Двоє із цих імен явно однакові.
- Коли Сідні йде по драбині між будинками, їй говорять, що вона повинна все повністю зняти на свій телефон, інакше випробування не буде зараховано. Однак коли Ві завершує це випробування, то в кінці вона вже не записує його на свій телефон, і все одно випробування їй зараховується.
- В одній зі сцен у середині фільму двічі показуються кадри, коли Ві починає бігти і пробігає вулицею в одному й тому ж місці біля будівельних риштувань.